# Mamacocha (Huánuco)
Mamacocha (en quechua: Mama Qucha), a menudo también llamado Lago Mamacocha es un lago altoandino de los andes del norte peruanos.

## Toponimia
Derivando del quechua al español significa Madre Agua.

## Ubicación geográfica
Se localiza en el noreste del distrito de Pinra dentro de la provincia de Huacaybamba en el departamento de Huánuco a 3900 m s. n. m., aproximadamente a 16 km de la ciudad de Pinra, cabecera del distrito mencionado. Es fuente natural del río Pinra, afluente del río Marañón; en su margen sur se ubica la ciudad homónima.